# Connections (discoteca)
Connections, conocido coloquialmente como Connies, es una discoteca en el suburbio de Northbridge en Perth, Australia Occidental. Se inauguró en 1975 y se cree que es el club gay más antiguo del hemisferio sur. El club está en el registro patrimonial de la ciudad de Perth por su importancia para la comunidad LGBTQIA+ en Australia Occidental.

## Descripción
Se ha descrito que Connections "desempeñó un papel fundamental en la evolución de la comunidad gay de Perth". El lugar alberga regularmente noches de DJ, espectáculos de cabaret y de drag. Cuenta con una pista de baile principal, una terraza en la azotea y un salón en el piso superior.

## Historia y operación

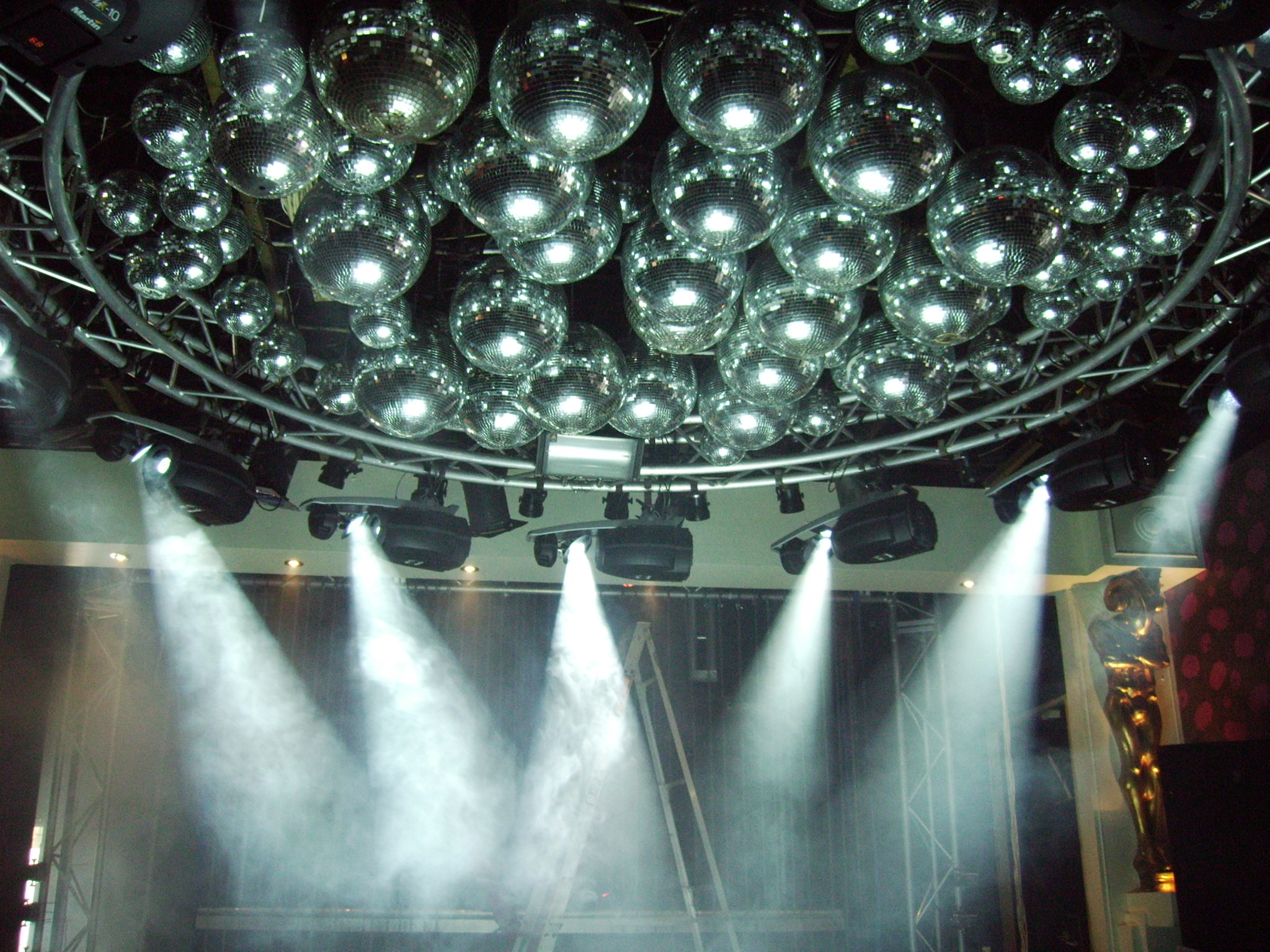
Interior de Connections en 2007.

Antes de Connections, el edificio servía como bar de cabaret y garito de juego ilegal. Denis Marshall y Walter Furlong abrieron Connections por sugerencia de uno de sus amigos homosexuales.
El lugar originalmente sirvió como un lugar clandestino donde las relaciones ilegales estaban protegidas de la vista del público. Las cámaras estuvieron prohibidas dentro de Connections "durante sus primeros 14 años", algo necesario en parte debido a la prohibición de las relaciones homosexuales en Australia Occidental hasta 1990. Las celebridades que han salido de fiesta y actuado en el club incluyen a Boy George, Elton John, Rod Stewart y Mel Gibson.
El lugar se incendió en 1981. Según la leyenda, el DJ de la noche puso en la lista la canción «Disco Inferno» de The Trammps antes de la evacuación. Los clientes del lugar bailaron y vitorearon a los bomberos de la cercana Lake Street.
El lugar ha sido descrito por los medios locales como "el principal destino de vida nocturna LGBT+ de Perth". Un perfil de ABC sobre el lugar en 2015 lo describió como «icónico».